# Eric Murdock
Eric Lloyd Murdock (Somerville, 14 giugno 1968) è un ex cestista statunitense, professionista nella NBA e in Italia.

## Carriera
È stato selezionato dagli Utah Jazz al primo giro del Draft NBA 1991 (21ª scelta assoluta).

## Statistiche

### College
| Anno      | Squadra           | PG  | PT | MP   | TC%  | 3P%  | TL%  | RP  | AP  | PRP | SP  | PP   |
| --------- | ----------------- | --- | -- | ---- | ---- | ---- | ---- | --- | --- | --- | --- | ---- |
| 1987-1988 | Providence Friars | 28  | 20 | 27,4 | 40,7 | 35,5 | 73,8 | 3,0 | 3,8 | 3,2 | 0,1 | 10,7 |
| 1988-1989 | Providence Friars | 29  | -  | 32,3 | 45,7 | 34,9 | 76,2 | 4,7 | 4,9 | 3,3 | 0,3 | 16,2 |
| 1989-1990 | Providence Friars | 28  | -  | 29,8 | 41,9 | 36,5 | 76,2 | 4,1 | 3,3 | 2,8 | 0,5 | 15,4 |
| 1990-1991 | Providence Friars | 32  | -  | 34,7 | 44,5 | 35,0 | 81,2 | 5,3 | 4,6 | 3,5 | 0,2 | 25,6 |
| Carriera  | Carriera          | 117 | 20 | 31,2 | 43,5 | 35,4 | 78,4 | 4,3 | 4,2 | 3,2 | 0,3 | 17,3 |

### NBA

#### Regular Season
| Anno      | Squadra             | PG  | PT  | MP   | TC%  | 3P%  | TL%  | RP  | AP  | PRP | SP  | PP   |
| --------- | ------------------- | --- | --- | ---- | ---- | ---- | ---- | --- | --- | --- | --- | ---- |
| 1991-1992 | Utah Jazz           | 50  | 0   | 9,6  | 41,5 | 19,2 | 75,4 | 1,1 | 1,8 | 0,6 | 0,1 | 4,1  |
| 1992-1993 | Milwaukee Bucks     | 79  | 78  | 30,8 | 46,8 | 26,1 | 78,0 | 3,6 | 7,6 | 2,2 | 0,1 | 14,4 |
| 1993-1994 | Milwaukee Bucks     | 82  | 76  | 30,9 | 46,8 | 41,1 | 81,3 | 3,2 | 6,7 | 2,4 | 0,1 | 15,3 |
| 1994-1995 | Milwaukee Bucks     | 75  | 32  | 28,8 | 41,5 | 37,5 | 79,0 | 2,9 | 6,4 | 1,5 | 0,2 | 13,0 |
| 1995-1996 | Milwaukee Bucks     | 9   | 0   | 21,4 | 36,4 | 26,1 | 66,7 | 1,6 | 3,9 | 0,7 | 0,0 | 6,9  |
| 1995-1996 | Vancouver Grizzlies | 64  | 14  | 23,1 | 42,2 | 32,0 | 80,9 | 2,4 | 4,6 | 2,0 | 0,1 | 9,1  |
| 1996-1997 | Denver Nuggets      | 12  | 0   | 9,5  | 45,5 | 40,0 | 91,7 | 0,9 | 2,0 | 0,8 | 0,2 | 3,8  |
| 1997-1998 | Miami Heat          | 82  | 1   | 17,0 | 42,2 | 30,8 | 80,1 | 1,9 | 2,7 | 1,3 | 0,2 | 6,2  |
| 1998-1999 | N.J. Nets           | 15  | 8   | 26,7 | 39,5 | 36,4 | 80,8 | 2,3 | 4,4 | 1,5 | 0,1 | 7,9  |
| 1999-2000 | L.A. Clippers       | 40  | 15  | 17,3 | 38,5 | 38,1 | 63,8 | 1,9 | 2,7 | 1,2 | 0,1 | 5,6  |
| Carriera  | Carriera            | 508 | 224 | 23,4 | 43,8 | 34,3 | 78,6 | 2,5 | 4,9 | 1,6 | 0,1 | 10,1 |

#### Playoffs
| Anno     | Squadra    | PG | PT | MP   | TC%  | 3P%  | TL%  | RP  | AP  | PRP | SP  | PP  |
| -------- | ---------- | -- | -- | ---- | ---- | ---- | ---- | --- | --- | --- | --- | --- |
| 1992     | Utah Jazz  | 3  | 0  | 3,7  | 60,0 | 0,0  | 100  | 1,0 | 0,3 | 0,3 | 0,3 | 2,7 |
| 1998     | Miami Heat | 5  | 0  | 25,0 | 34,4 | 22,2 | 82,1 | 4,0 | 3,0 | 1,4 | 0,0 | 9,4 |
| Carriera | Carriera   | 8  | 0  | 17,0 | 37,8 | 20,0 | 83,3 | 2,9 | 2,0 | 1,0 | 0,1 | 6,9 |

## Palmarès
- NCAA AP All-America Second Team (1991)